# AKV Rauracia Basel
Die AKV (Akademische Komment Verbindung) Rauracia ist eine farbentragende Studentenverbindung der Universität Basel sowie der Musik-Akademie Basel. Sie wurde 1863 als Sektion Basel des Schweizerischen Studentenvereins gegründet und ist Mitglied im Bund Akademischer Kommentverbindungen (Block).

## Geschichte der AKV Rauracia

### Gründungszeit als Sektion Basel
Obwohl sich schon früher StVer an der Universität Basel immatrikuliert hatten, fand sich erst im WS 1862/63 unter der Führung von Isidor Dahinden ein Gründungsquartett, mit den weiteren Mitgliedern Friedrich Germann, Adolf Zürcher und Josef Eisenring zur Gründung der Sektion Basel zusammen. Im Gegensatz zu den anderen Basler Verbindungen Helvetia und Zofingia trugen sie bewusst keine Farben.
Nachdem die Gründungsmitglieder Dahinden und Zürcher nach Bern übergewechselt waren, wo diese 1865 die Sektion Bern, die spätere AKV Burgundia gründeten, ging die Sektion Basel kurzfristig unter.
Nach der Neugründung am 25. November 1866 kannte die Sektion, im Gegensatz zur ersten Gründung, nun ausführliche Statuten und einen Bussenindex. In dieser Zeit wurde die Grundlage der Verbindungspolitik festgelegt.
In den Jahren 1870/71 fand ein tiefgreifender Strukturwandel innerhalb der Sektion Basel statt. Zum ersten Mal wurde innerhalb der Sektion nach Burschen und Füchsen unterschieden und 1871 ein offizieller Kneipkomment eingeführt. Die Füchse hatten bis 1877 kein Stimmrecht und durften im ersten Quartal ihres Eintrittes keine Farben tragen. Gleichzeitig traf die Anerkennung der Regenz der Universität Basel ein.
Im Jahre 1872 bewahrte die Sektion Basel mit Vehemenz dem StV die rote Farbe, der zur Unterscheidung zur Helvetia (Schw. Waffenring) die rote Farbe gegen grün eintauschen wollte. Im gleichen Jahr wurde sie die erste farbentragende Akademische Sektion im Schw. StV. und trug von nun an den roten Burschenhut und das dunkelrot-weiss-grüne Band, dass über dem Gilet getragen wurde. Erst 1878 führte die Sektion, als erste Verbindung im Schw. StV, den Stürmer zur Unterscheidung von der Helvetia ein.
Da man vorher noch von der Helvetia Friburgensis die Schweizerfahne für Kommerse ausleihen musste, fand am 14. Januar 1872 die erste Fahnenweihe statt. An diesem Anlass entschied man sich auch zur Aufnahme von Protestanten und trat damit offiziell für die Idee des positiven Christentums in einem patriotischen Verein ein. Damit war die Zusammenfassung aller gläubigen Christen (Protestanten und Katholiken) gegen den Atheismus und den «Ungeist der Zeit» gemeint. Da diese Überzeugung innerhalb des StVs ebenfalls nur von den Sektionen Luzern und Bern geteilt wurde, konnte diese keine Verbreitung finden, besonders nachdem die Sektion Bern an der GV 1870 aus diesem Grund aus dem Schw. StV austrat. Auf der GV 1873 in Zug spitzte sich die Situation zu. Die Versammlung verwarf zwar den Antrag der Sektion Chur, jedes altkatholische Mitglied aus dem Verein auszuschliessen, entschied aber, dass es sich von selbst verstehe, dass der Verein katholisch sei. Während die Hälfte der Sektion Basel sofort nach dem Beschluss aus dem Verein austrat, kämpften die verbleibenden Mitglieder der Sektion weiter. Am 8. Juli 1874 traten die Mitglieder der Sektion Basel geschlossen aus dem Schw. StV aus.

Obwohl der Fechtboden regelmässig von der Sektion Basel besucht wurde, ist kein Fall bekannt, wo ein Mitglied an einer Mensur teilgenommen hätte. Das Mensurverbot innerhalb des Schw. StV wurde erst 1876, nach dem Wiedereintritt der Sektion Basel in den Schw. StV, auf gemeinsamen Antrag der Sektionen Würzburg und Basel erlassen. 

Aktivitas der AKV Rauracia 1899

Im Rahmen der Revision der Zentralstatuten stellte die Sektion Basel an der GV 1878 einen Antrag, den Schw. StV in Waldstättia oder Suitia umzubenennen, da einerseits mit dem Zugerbeschluss, sich als katholischer Verein zu betrachten, 3/5 der Schweizer Bevölkerung von einem Eintritt in den Schw. StV ausgeschlossen sei, und somit gar nicht mehr alle Schweizer Zugang zum Schw. StV hätten, zum anderen die Auslandssektionen stets gezwungen seien, auf den konfliktvollen Namen Helvetia zurückzugreifen. Der Antrag wurde verworfen, stattdessen räumte der Gesamtverein seinen Sektionen die Konzession ein, sich nach Belieben einen eigenen Verbindungsnamen zuzulegen.

### Die Rauracia bis 1914
Die Sektion Basel erfuhr daraufhin am 22. November 1878 einer «Neugründung» und definierte sich von nun an als «Katholische farbentragende Verbindung Rauracia». Damit war die Rauracia die erste akademische StVer Verbindung unter eigenem Namen. Gleichzeitig wurde der Rauracherzirkel und die Verbindungsdevise „Pro Deo et Patria!“ eingeführt. Anlässlich ihres ersten Stiftungsfestes am 5. Januar 1879, am Dreikönigstag, trug die Rauracia zum ersten Mal ihre heutigen Farben.
1884 wurde von Alt-Raurachern die Alt-Rauracia gegründet, die damit zum ersten Alt-Herrenverband im Schw. StV überhaupt wurde und anderen Verbindungen als Anstoss und Vorbild zur Gründung eigener Altherrenschaften dienen sollte.
Im WS 87/88 kam es zur zweiten Fahnenweihe in der Marienkirche. Die Fahne war ein Geschenk der katholischen Frauen von Basel. Als Dank fand der erste Rauracherball im Cafe Spitz statt.
Im Jahre 1899, am 36. Stiftungsfest der Rauracia, trat zum ersten Mal eine Delegation der heutigen Freundschaftsverbindung K.D.St.V. Arminia zu Freiburg im Breisgau in Erscheinung. Im gleichen Jahr wurde durch eine Rauracherdelegation das Stiftungsfest der Arminia in Freiburg besucht.
Aufgrund einer Anfrage an den AC wurde anlässlich der 2. Fahnenweihe der GV Suitia 1902 von der AKV Rauracia die Patenschaft übernommen.
In der Clara-Kirche beging man 1913 das 50. Stiftungsfest mit der dritten Fahnenweihe.
Gleichzeitig wurde ein Stiftungsfonds eingerichtet, um zu gegebener Zeit der Universität eine Büste des Uni-Gründers Papst Pius II. schenken zu können.
Am 1. August 1914 fand der Abschiedstamm vor dem Aktivdienst des Ersten Weltkrieges statt. Das Verbindungsleben kam während des Ersten Weltkrieges infolge des Aktivdienstes oftmals fast gänzlich zum Erliegen.

### Zwischenkriegszeit
Zu Beginn der Zwischenkriegszeit verlief das Rauracherleben eher ruhig. Die Stämme wurden wieder belebter und es wurden auch wieder glamouröse Anlässe wie Bälle organisiert.
Anfangs der 20er hatte man sich jedoch mit Nachwuchsproblemen zu beschäftigen, da zahlreiche Couleuriker, welche nach Basel kamen, die zeitliche wie auch die finanzielle Belastung nicht auf sich nehmen wollten. In den 30er Jahren konnte man jedoch die Früchte intensiver Bemühungen ernten und so erlebte die Rauracia „die Blüte der Dreissigerjahre“ mit ihrem Höhepunkt im WS 1935/36, als die AKV Rauracia aus fünfzig Aktiven bestand. Ebenfalls in den Dreissigerjahren, im WS 1931/32, fand der Stammumzug in das heutige Stammlokal, das Restaurant Löwenzorn statt.
Mit der 75-Jahr-Feier wurde 1938 die vierte Fahne von seiner Gnaden Franziskus von Streng (Bischof von Basel und Lugano 1937–1967) geweiht.

### 1939: Abspaltung der AV Froburger
Das Jahr 1938 stand bereits im Schatten der Bedrohung, welche vom Deutschen Reich auf ganz Europa übergriff. Ein Jahr später hatte die Rauracia ihren eigenen kleinen Krieg zu führen, bei welcher die Verbindung zwar im Recht, doch gegen den gesamten StV auf verlorenem Posten stand: Am 5. März 1939 wurde nämlich bekannt, dass auf dem Platz Basel eine zweite StV-Verbindung, die AV Froburger, gegründet wurde. Zwei Füchse der Rauracia (Walliser v/o Knirps und Gürtler v/o Bitter), welche erst im Januar aus der Verbindung ausgetreten waren, hatten mit Hilfe des damaligen Zentralpräsidenten (CP) Sallin und der AV Welfen ohne vorheriges Wissen seitens der Rauracia die Neugründung vollzogen. Insbesondere CP Sallin spielte in dieser Angelegenheit eine höchst zweifelhafte Rolle. Am 11. April 1939 wurde die AV Froburger durch das CC genehmigt und an der GV Fribourg im Juli 1940 rückwirkend nochmals bestätigt. Die Rauracia wehrte sich vehement gegen diese zweite StV-Verbindung auf dem Platz Basel und bekam in einzelnen Punkten ihr Recht zugesprochen. Die Tatsache dieser Neugründung musste allerdings akzeptiert werden, auch wenn Vieles ohne das Wissen der Rauracia und im Geheimen abgehandelt worden war.

### Nachkriegszeit bis Heute
Zu Kriegsbeginn wurden verschiedene Utensilien, u. a. die Kasse und die Fahne vom Kleinbasel ins Grossbasel evakuiert. Während des Krieges nahm das Verbindungsleben bescheidenere Formen an, auch mit Rücksichtnahme auf die gegebenen Umstände in der Schweiz und im nahen Ausland. Im WS 1954/55 kam es zur offiziellen Versöhnung mit der AV Froburger. 1963 feierte die Rauracia ihr 100-jähriges Bestehen und es kam zu einer grossen Revision des Komments. Im WS 1972/73 hörte die Rauracia als letzte Verbindung des Platzes Basel auf, ihre Farben an der Universität zu tragen. Drei Jahre später 1976 wurde der heute noch rege verwendete Rauracherkeller an der Petersgasse 23 eingeweiht.
1988 reiste man im Zuge des 125. Jubiläums nach Rom, wo im Rahmen einer Privataudienz bei Papst Johannes Paul II. das Päpstliche Fahnenband zur 7. Rauracherfahne von Seiner Heiligkeit gestiftet wurde.
Um die immerwährenden Probleme mit Pächtern der Stammlokalitäten endgültig zu beseitigen, kaufte die AKV Rauracia zusammen mit der AT Alemannia 1996 das Restaurant Löwenzorn am Gemsberg durch eine im Vorfeld gegründete Aktiengesellschaft. Noch heute findet der Stammbetrieb beider Verbindungen, sowie viele Anlässe, in dieser Lokalität statt. Ein Jahr später übernahm die Rauracia die Patenschaft der GV Munatia, welche 1991 gegründet wurde. Im Rahmen des 550. Jubiläums der Universität Basel wurde unter der Leitung des Rauracher Altphilistersenioren Brunner v/o Juan ein grosser Couleurball in der Messe Basel organisiert, an welchem die Verbindungen Basels teilnahmen.

## Räumlichkeiten
Die AKV Rauracia verfügt neben dem Restaurant Löwenzorn am Gemsberg in der Grossbasler Innenstadt und dem Rauracherkeller im Ringelhof noch über zwei weitere Archiv- und Chargenräume im Borromäum.

### Rauracherkeller im Ringelhof
Die heutige Liegenschaft mit dem Namen Ringelhof am Petersgraben 23 der Grossbasler Innenstadt (seit 1936 im Staatsbesitz) wuchs aus ursprünglich den drei Liegenschaften zusammen: dem «Haus Butenheim», dem «Haus Museck» und «Sigberts Haus». Die erste urkundliche Erwähnung findet im 14. Jahrhundert statt. Der Name Ringelhof geht auf den Basler Bürgermeister Johann W. Ringler zurück, der im Jahre 1598 die Liegenschaft von seinem Schwiegervater Cristoforo d’Annone erbte.
Unter den Besitzern des Ringelhofes (und davor des «Hauses Butenheim») fand sich u. a. kein Geringerer als Hans von Flachslanden, dem die Stadt Basel sowohl die Gründung der Universität im Jahr 1460 als auch indirekt das Messerecht entscheidend verdankt: Im Jahre 1459 reiste Hans v. Flachslanden ein zweites Mal an den päpstlichen Hof, um die Bulle von Piccolomini-Papst Pius II. zur Gründung der Universität Basel und ein Empfehlungsschreiben, worin Kaiser Friedrich III. ersucht wurde, Basel das Messerecht zu erteilen, also die Stadt in den gleichen Rang wie die Messestädte Frankfurt am Main und Nördlingen zu erheben, entgegenzunehmen. Letzteres geschah aber erst unter dem Bürgermeister Hans von Bärenfels im Jahre 1471.
Auf der Suche nach einer geeigneten Lokalität wurde schliesslich am 1. Juli 1975 ein Mietvertrag zwischen der Stadt Basel und der AKV Rauracia abgeschlossen, am 3. Dezember 1976 konnte der Rauracherkeller feierlich eröffnet werden. Der Öffentlichkeit steht der Rauracherkeller grundsätzlich während der Basler Fasnacht zur Verfügung und ist auf Anfrage auch extern für Begegnungen und Feiern aller Art zu vergeben.
Der Rauracherkeller ist durch eine Genossenschaft organisiert und wird über einen Kellerwirt betrieben.

## Bekannte Mitglieder
Eine Aufzählung bekannter Mitglieder im Schw. StV mit eigenem Wikipedia-Eintrag findet sich in der Kategorie:Korporierter im Schweizerischen Studentenverein.

### Politik
- Bruno Damann (* 1957), Schweizer Arzt und Politiker (CVP), ist seit 2016 Regierungsrat im Kanton St. Gallen und steht dort dem Volkswirtschaftsdepartement vor.
- Johann Baptist Eisenring (1868–1925), Jurist und Politiker
- Ernst Feigenwinter (1853–1919), Schweizer Politiker (Katholisch-Konservative, Vorgängerpartei der CVP).
- Stefan Fryberg (* 1952), Schweizer Historiker und Politiker (FDP), von 2004 bis 2012 Regierungsrat im Kanton Uri in der Funktion als Gesundheits-, Sozial- und Umweltdirektor.
- Kurt Furgler (1924–2008), Schweizer Politiker (CVP), von 1971 bis 1986 Bundesrat.
- Eugen Keller (1925–2020), Schweizer Politiker (CVP), von 1972 bis 1992 Mitglied des Regierungsrates Basel-Stadt.
- Franz Josef II., Fürst von und zu Liechtenstein (1906–1989), von 1938 bis 1989 Staatsoberhaupt des Fürstentums Liechtenstein.
- Hilmar Ospelt (1920–2020), liechtensteinischer Politiker (FBP) und von 1980 bis 1986 stellvertretender Regierungschef Liechtensteins.
- Walter Straumann (* 1943), Schweizer Politiker (CVP), seit 1997 Solothurner Regierungsrat und steht dort dem Bau- und Justizdepartement vor.
- Thomas Holenstein jr. (1896–1962), Schweizer Politiker (CVP) und Bundesrat von 1954 bis 1959, stand in seiner Amtszeit dem Volkswirtschaftsdepartement vor.

### Kultur
- Kurt Widmer (1940–2023), Schweizer Gesangspädagoge und Sänger.

### Wirtschaft
- Andreas Meyer (* 1961), Schweizer Manager und Jurist, 2007–2020 Vorsitzender der Geschäftsleitung der SBB.[2]

### Wissenschaft und Forschung
- Tobias Reichlin (* 1979), Preisträger des Preises der Medizinischen Fakultät 2007, gestiftet von der Roche Research Foundation

## Engagement im StV und Block
Die AKV Rauracia ist eine derjenigen Verbindungen des Schweizerischen Studentenvereins, die sich im Gegensatz etwa zur AKV Alemannia, zur AKV Neu-Romania oder zur SA Sarinia nur selten engagierte und auch heute noch zurückhaltend mit aktiven personellen Beiträgen an den Gesamtverein ist. Dennoch zeigt sich in einigen Persönlichkeiten die tiefe Verbundenheit und der Wille zur Mitgestaltung.
In den jeweiligen Zentralkomitees des Schw. StV stellte die AKV Rauracia insgesamt neunmal den Zentralpräsidenten (CP), dreimal den Vize-Zentralpräsidenten (VCP), elfmal den Zentralaktuar (CA) sowie 15-mal weitere Mitglieder des Zentralkomitees (CC bzw. CK).
- 1974–1975: Karl Meier (CP)
- 1950–1951: Peter Schibler (CP)
- 1931–1932: Franz Huber (CP)
- 1924–1925: Josef Ammann (CP)
- 1886–1887: Paul Müller (CP)
- 1881–1884: Thomas Holenstein sr. (CP)

## Freundschafts- und Patenverbindungen
- K.D.St.V. Arminia Freiburg im Breisgau, Deutschland
- K.Ö.L. Maximiliana Wien, Österreich
- K.Ö.H.V. Carolina Graz, Österreich
- GV Suitia, Schwyz, Schweiz
- GV Munatia, Basel, Schweiz